# Ранчо ла Хоја, Ла Хоја дел Пантеон (Хохутла)
Ранчо ла Хоја, Ла Хоја дел Пантеон (шп. Rancho la Joya, La Joya del Panteón) насеље је у Мексику у савезној држави Морелос у општини Хохутла. Насеље се налази на надморској висини од 895 м.

## Становништво
Према подацима из 2005. године у насељу је живео 1 становник.

### Хронологија
| Година       | 2000 | 2005 |
| ------------ | ---- | ---- |
| Становништво | 5    | 1    |

### Попис
| # | Индикатор                        | Вредност |
| - | -------------------------------- | -------- |
| 1 | Укупно појединачних домаћинстава | 1        |